# La sberla
La sberla è stato un programma televisivo italiano, andato in onda sulla RAI, Rete 1, per due edizioni, tra il 1978 ed il 1979.

## Storia
La prima edizione andò in onda ogni giovedì alle 20:40 dal 14 settembre al 12 ottobre 1978, per cinque serate. L'anno successivo il programma, visto il grande successo, fu spostato al sabato sera in prima serata e trasmesso dal 1º al 22 settembre 1979, per quattro puntate.
Il programma, di natura comica, fu diretto da Giancarlo Nicotra, e condotto nella prima edizione da Gianfranco D'Angelo, Gianni Magni, Enrico Beruschi e Adriana Russo, nella seconda da D'Angelo, Magni e Daniela Poggi, con la partecipazione dei Giancattivi e di Zuzzurro e Gaspare.
Per vari aspetti rappresenta un antesignano del futuro Drive-In (D'Angelo, Beruschi, Greggio e lo stesso Nicotra lo inaugureranno nel 1983), sketch veloci, intermezzi di "comiche" (brevi filmati degli stessi Magni, D'Angelo e Russo, talvolta con la partecipazione dell'orchestra) e collaborazione, sempre in chiave comica, tra i presentatori.
Il regista Nicotra fu pure tra gli autori del programma, affiancato rispettivamente da Mario Pogliotti e Roberto Gandus nella prima stagione e da Franco Mercuri nella seconda.
Rappresentò uno dei primi tentativi di sostituire il varietà tradizionale con un'organizzazione di sketch e tempistica riprese dal cabaret teatrale.
Alcuni critici (su tutti Pino Frisoli) vedono in esso e nel successivo Tutto compreso (1981) gli antesignani del celebre Drive In: con quest'ultimo La sberla condivide sia il regista (Nicotra), sia alcuni dei protagonisti, ovvero D'Angelo e Beruschi (oltre ad Ezio Greggio, che aveva un ruolo minore), quanto l'utilizzo di sketch esterni girati in pellicola.
Le sigle di apertura della prima edizione, La sberla, e della seconda edizione, Kilimangiaro, erano cantate da El Pasador. Quella di coda Che t'aggia fa' era interpretata da Daniele Pace.

## Artisti partecipanti
- La Smorfia
- Enrico Beruschi
- Ezio Greggio
- Franco Catalano